# (33410) 1999 CX85
1999 CX85 (asteroide 33410) é um asteroide da cintura principal. Possui uma excentricidade de 0.17806200 e uma inclinação de 8.21430º.
Este asteroide foi descoberto no dia 10 de fevereiro de 1999 por LINEAR em Socorro.